# Noccaea oligosperma
Noccaea oligosperma är en korsblommig växtart som först beskrevs av Baltasar Merino, och fick sitt nu gällande namn av Josef Holub. Noccaea oligosperma ingår i släktet backskärvfrön, och familjen korsblommiga växter. Inga underarter finns listade i Catalogue of Life.